# Kees Smit (calciatore 2006)
Kees Smit (Heiloo, 21 gennaio 2006) è un calciatore olandese, centrocampista dell'AZ Alkmaar.

## Carriera

### Club
Smit è cresciuto nel settore giovanile dell'AZ Alkmaar, con cui ha firmato il primo contratto professionistico nel gennaio del 2021. Ha debuttato in prima squadra il 10 marzo 2024 nell'incontro di Eredivisie vinto 4-0 contro l'Excelsior ed ha segnato il suo primo gol il 7 novembre seguente in UEFA Europa League contro il Fenerbahçe.

### Nazionale
Ha giocato con le nazionali giovanili olandesi Under-16, Under-17, Under-18 ed Under-19.

## Statistiche

### Presenze e reti nei club
Statistiche aggiornate all'8 dicembre 2024.
| Stagione               | Squadra                | Campionato             | Campionato | Campionato | Coppe nazionali | Coppe nazionali | Coppe nazionali | Coppe continentali | Coppe continentali | Coppe continentali | Altre coppe | Altre coppe | Altre coppe | Totale | Totale | Totale |
| Stagione               | Squadra                | Comp                   | Pres       | Reti       | Comp            | Pres            | Reti            | Comp               | Pres               | Reti               | Comp        | Pres        | Reti        | Pres   | Reti   |        |
| ---------------------- | ---------------------- | ---------------------- | ---------- | ---------- | --------------- | --------------- | --------------- | ------------------ | ------------------ | ------------------ | ----------- | ----------- | ----------- | ------ | ------ | ------ |
| 2022-2023              | Jong AZ Alkmaar        | 1D                     | 4          | 0          | -               | -               | -               | -                  | -                  | -                  | -           | -           | -           | 4      | 0      |        |
| 2023-2024              | Jong AZ Alkmaar        | 1D                     | 29         | 2          | -               | -               | -               | -                  | -                  | -                  | -           | -           | -           | 29     | 2      |        |
| 2024-2025              | Jong AZ Alkmaar        | 1D                     | 9          | 4          | -               | -               | -               | -                  | -                  | -                  | -           | -           | -           | 9      | 4      |        |
| Totale Jong AZ Alkmaar | Totale Jong AZ Alkmaar | Totale Jong AZ Alkmaar | 42         | 6          |                 | -               | -               |                    | -                  | -                  |             | -           | -           | 42     | 6      |        |
| 2023-2024              | AZ Alkmaar             | ED                     | 1          | 0          | CO              | 0               | 0               | UECL               | 0                  | 0                  | -           | -           | -           | 1      | 0      |        |
| 2024-2025              | AZ Alkmaar             | ED                     | 7          | 0          | CO              | 1               | 1               | UEL                | 3                  | 1                  | -           | -           | -           | 11     | 2      |        |
| Totale AZ Alkmaar      | Totale AZ Alkmaar      | Totale AZ Alkmaar      | 8          | 0          |                 | 1               | 1               |                    | 3                  | 1                  |             | -           | -           | 12     | 2      |        |
| Totale carriera        | Totale carriera        | Totale carriera        | 50         | 6          |                 | 1               | 1               |                    | 3                  | 1                  |             | -           | -           | 54     | 8      |        |

## Palmarès

### Club

#### Competizioni giovanili
- UEFA Youth League: 1

Az Alkmaar: 2022-2023